# Le Trianon (album de Mass Hysteria)
Pour les articles homonymes, voir Liste des albums intitulés Live.
Albums de Mass Hysteria
Matière Noire
(2015) Maniac
(2018)
Le Trianon est le quatrième album « en concert » du groupe de metal industriel français Mass Hysteria, sorti le 15 Juillet 2016. La version CD + DVD est un tirage limité, numéroté de 5 000 exemplaires, maintenant épuisée. 
La version vinyle, sortie plus tard, est un double « picture disc » 

## Production
Il a été enregistré en live au Trianon à Paris le 11 mars 2016. Le dernier album du groupe en date, Matière Noire, y est joué en intégralité.

## Liste des morceaux

### CD
1. Intro
2. Chiens de la casse
3. Vae soli !
4. Vector equilibrium
5. Notre complot
6. L'Espérance et le Refus
7. Tout est poison
8. L'Enfer des dieux
9. À bout de souffle
10. Matière noire
11. Plus que du metal
12. Mère d'Iroise

### DVD
1. Intro
2. Chiens de la casse
3. Vae soli !
4. Vector equilibrium
5. Notre complot
6. L'Espérance et le Refus
7. Tout est poison
8. L'Enfer des dieux
9. À bout de souffle
10. Matière noire
11. Plus que du metal
12. Mère d'Iroise
13. Contraddiction
14. P4
15. Une somme de détails
16. Babylone
17. Positif à bloc
18. Pulsion
19. World on Fire
20. L'Archipel des pensées
21. Knowledge is Power
22. Respect to the Dancefloor
23. Donnez-vous la peine
24. Furia

## Crédits
- Mouss Kelai : chant
- Yann Heurtaux : guitare
- Frédéric Duquesne : guitare
- Thomas Zanghellini : basse
- Raphaël Mercier : batterie
- Nicolas Sarrouy : guitare (sur le morceau L'Archipel des pensées)
- Vincent Mercier : basse (sur le morceau Knowledge is Power)
- Stéphane Buriez : chant (sur le morceau World on Fire)
- Reuno Wangermez : chant (sur le morceau Donnez-vous la peine)
- Eric Canto : Artwork et photos